# Rocafort (Huesca)
Rocafort es una localidad despoblada perteneciente al municipio de San Esteban de Litera, en la comarca de La Litera, provincia de Huesca, Aragón.

## Situación y geografía
Se encuentra situado en lo alto de una colina al borde del barranco de Olrriols. Es posible acceder a la localidad por varias pistas que habitualmente recorren ciclistas y senderistas, y la mejor opción es una pista de 5 kilómetros que sale desde las piscinas de Alcampell. En cuanto a otras poblaciones cercanas, algo más de 6 kilómetros separan Rocafort de San Esteban de Litera, distancia similar a la que se debe recorrer para llegar hasta Tamarite de Litera. 

## Historia
La primera referencia documental aparece en el año 1234, aunque algunos restos de habitaciones, silos y aljibes excavados atestiguan que se trata de un lugar más antiguo. En 1845 contaba con 15 casas abiertas. En ese momento, Pascual Madoz definió su clima como templado y sano, y su terreno como árido, seco y arenoso. El correo se recibía en Tamarite de Litera y en los días siguientes el cartero se encargaba de llevarlo a pie a la localidad.
Durante el siglo XX el número de casas abiertas disminuyó a 8, casi la mitad. Estaban perfectamente alineadas hacia el sur, y sus fachadas formaban una suerte de muralla que todavía se puede intuir hoy en día. Esta distribución les permitía obtener luz solar de forma más sencilla. Estas eran:
- Casa Pepet
- Casa Balliste
- Casa Trillo
- Casa Bardaixi
- Casa Mallos
- Casa Coll
- Casa Boixet
- Casa Simon

Fue un pueblo agrícola y ganadero, dedicado principalmente al cultivo de trigo y de cebada, aunque también producían aceite y vino. Nunca llegó el agua corriente ni la luz eléctrica ya que el pueblo se apagó antes, en la década de 1960.

## Patrimonio

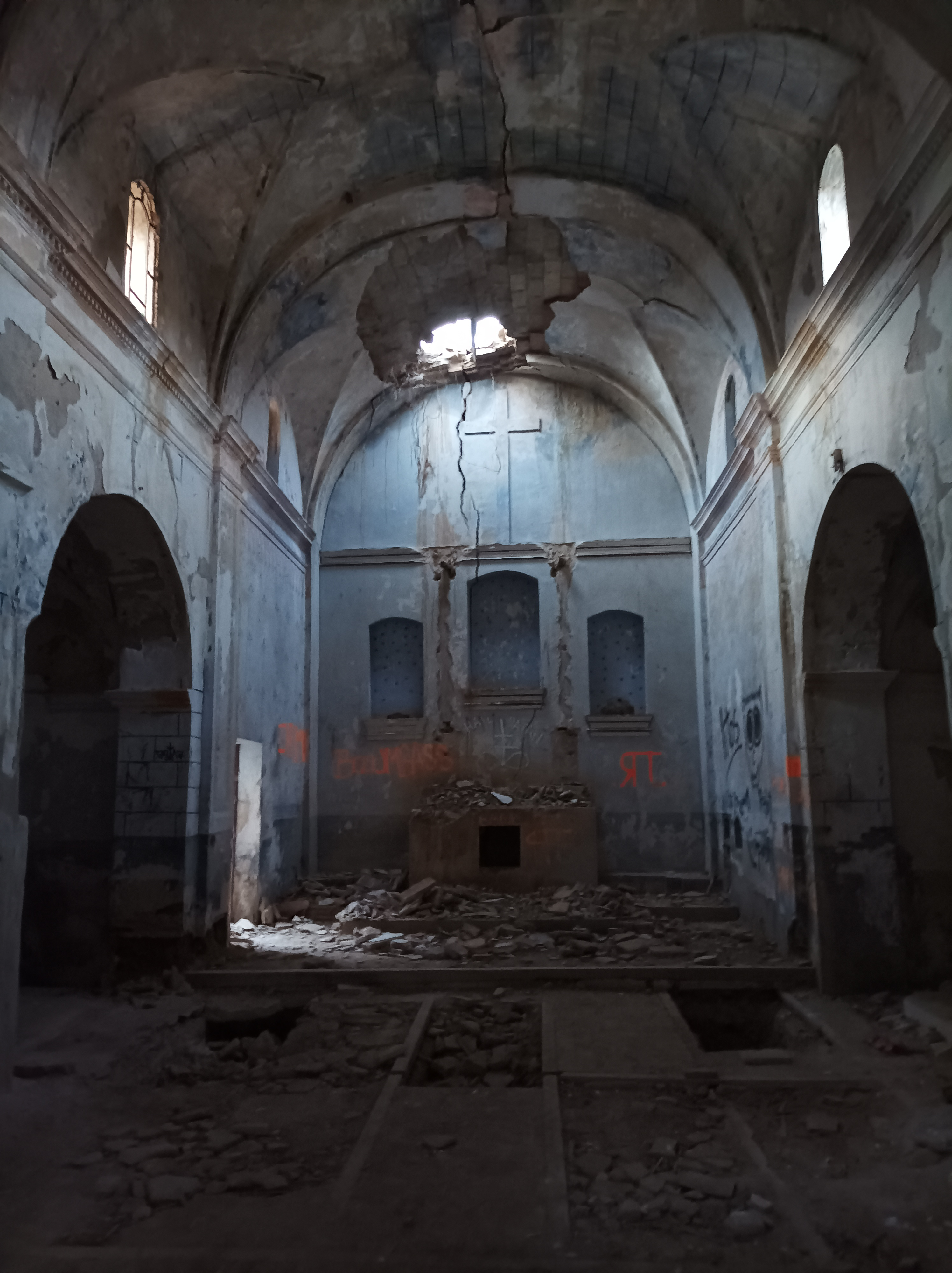
Interior de la iglesia parroquial.

Su estado actual es de ruina total, y los edificios tienen numerosos grafitis que dejan notar que allí, eventualmente, se reúnen jóvenes a hacer raves.
Sin embargo, la Iglesia Parroquial de San Miguel (siglo XVIII), de estilo barroco, todavía aguanta el paso del tiempo. Tiene una amplia nave, cuatro capillas laterales, ábside plano y una pequeña espadaña de dos ojos sobre la puerta de entrada.
En el camino que une Rocafort con el cercano despoblado de Pelegriñón, sobre un altozano, se encuentra la ermita de la Virgen de la Guardia, que fue restaurada en 1992. En la actualidad, y pese al paso del tiempo, la romería se sigue celebrando en abril.

## Demografía
| Año        | 1900 | 1910 | 1920 | 1930 | 1940 | 1950 | 1960 | 1970 | 1980 | 1990 | 2000 |
| ---------- | ---- | ---- | ---- | ---- | ---- | ---- | ---- | ---- | ---- | ---- | ---- |
| Habitantes | 54   | 48   | 63   | 59   | 47   | 45   | 32   | -    | -    | -    | -    |